# Émile Reynaud
Pour l’article ayant un titre homophone, voir Émile Reinaud.
Pour les articles homonymes, voir Reynaud.

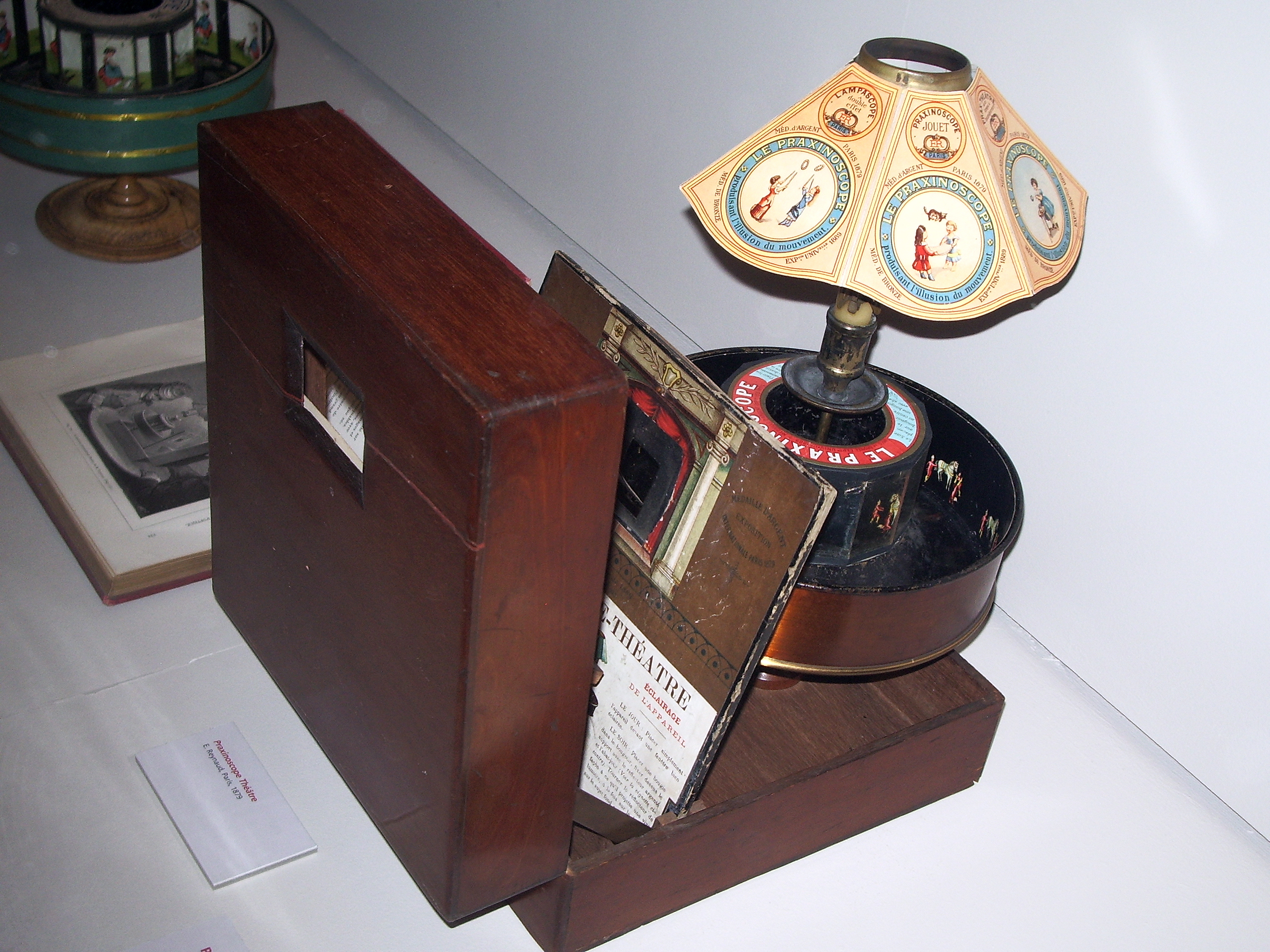
Praxinoscope.

Charles-Émile Reynaud, né le 8 décembre 1844 à Montreuil dans le département de la Seine, actuellement dans la Seine-Saint-Denis, et mort le 9 janvier 1918  à Ivry-sur-Seine dans le département de la Seine, actuellement dans le Val-de-Marne, est un photographe, professeur de sciences, inventeur et réalisateur français. Organisateur dès 1892 des premières projections animées sur écran devant un public assemblé, il est l'un des inventeurs du cinéma, ses techniques, le dessin animé et l'animation sans caméra faisant partie du cinéma.

## Biographie
Émile Reynaud apprend dans l'atelier de son père, graveur de médailles et horloger, la mécanique de précision. Auprès de sa mère aquarelliste, élève de Pierre-Joseph Redouté, il apprend les techniques du dessin qui lui serviront plus tard. À treize ans, il réalise un théâtre d'ombre, puis une machine à vapeur miniature.
En 1858, il entre comme apprenti aux établissements Adolphe Gaiffe à Paris, où il travaille à la réparation, au montage et à la mise au point d'instruments d'optique et de physique. Puis il travaille comme opérateur chez le portraitiste Adam-Salomon, où il fait de la retouche photographique, et s'installe ensuite comme photographe à Paris, Rue du Faubourg-Poissonnière.
En 1864, il suit les cours publics de vulgarisation scientifique par projections lumineuses de l'Abbé Moigno, devient son assistant et apprend le métier d'enseignant-conférencier. À la même époque, il participe à l'illustration du Dictionnaire général des sciences théoriques et appliquées, paru en 1870, du professeur et naturaliste français Adolphe Focillon.
Après le décès de son père en 1865, Émile Reynaud retourne avec sa mère au Puy-en-Velay, où ils s’installent au 39 de la place du Breuil mais passe beaucoup de temps chez le cousin germain de son père, le Dr Claude Auguste Reynaud au Château du Villard, à Saint-Germain-Laprade. Il donne ses propres conférences scientifiques qui sont un succès auprès de la population du Puy : elle peut y admirer sur grand écran, entre autres expériences, la magie de la cristallisation de sels dans l'eau. C'est là qu'il conçoit un nouveau jouet optique, le Praxinoscope, en 1876.
En décembre 1877, il regagne Paris pour s'installer au 58 de la rue Rodier, dans le IXe arrondissement où il se consacre à la fabrication, la commercialisation et au développement de son Praxinoscope.
Il épouse Marguerite Rémiatte (1860-1927) le 21 octobre 1879 à Paris. Ils auront deux fils, Paul (1880) et André (1882).
Dès le 28 octobre 1892, Émile Reynaud présente au public un appareil qu'il a mis patiemment au point en une quinzaine d'années de réflexions et d'essais. C'est le musée Grévin qui accepte d'héberger sa nouvelle invention : le Théâtre optique, appareil avec lequel il projette ses pantomimes lumineuses. Cependant, son contrat léonin avec le musée lui interdit d'organiser ailleurs des projections du même type. Il s'y produira de manière continue jusqu'en 1900 en faisant constamment évoluer son invention, puis en de rares occasions l'année suivante avant d'être déprogrammé en août 1901 dans le cadre de la reconfiguration de la salle pour l'inauguration à venir du joli théâtre-Grévin en décembre de la même année. Organisateur des premières projections sur écran du cinéma devant un public assemblé, plus de trois ans avant celles des frères Lumière, Reynaud a été rattrapé par l'évolution rapide des projections de films sur support argentique 35 mm. Sa qualité d'artisan traça aussi les limites de son invention face à de puissants groupes industriels tels que ceux d'Edison ou des frères Lumière.
Victime d'une congestion pulmonaire, Reynaud entre à l'hospice des Incurables d'Ivry le 29 mars 1917. Il y reste jusqu'à sa mort en janvier 1918.

## Ses inventions

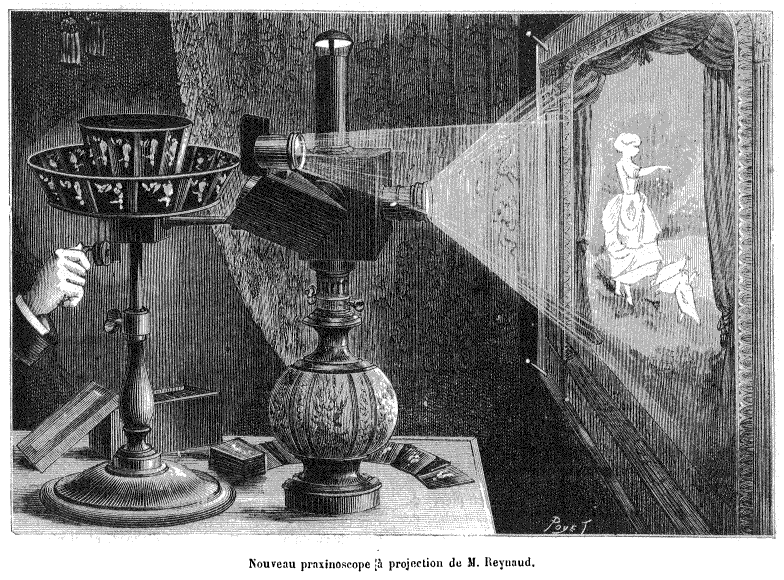
Praxinoscope à projection, 1880, avec superposition d'une figure animée sur un fond projeté séparément.

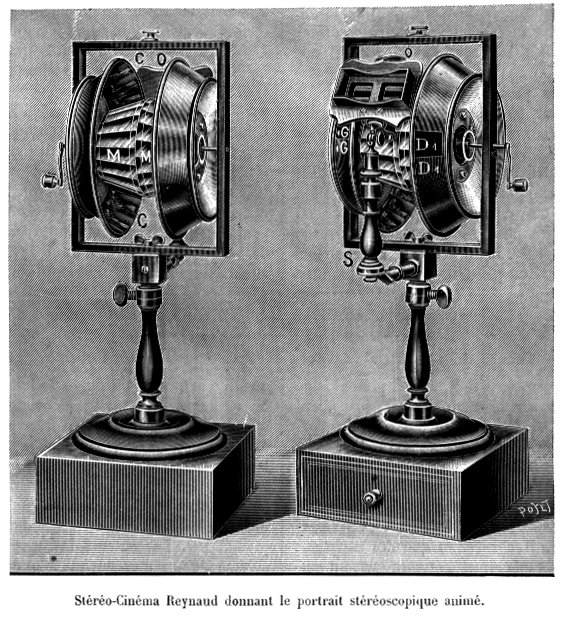
Stéréo-cinéma, 1907.

Il met au point le Praxinoscope, sous diverses formes, dont le fonctionnement est basé sur le procédé des miroirs tournants. Ceux-ci provoquent un phénomène de compensation optique qui permet à l'œil humain de percevoir lisiblement chaque vignette dessinée alors qu'elles défilent de façon continue à une vitesse les rendant en principe illisibles par notre vision. Reynaud développe une forme particulière du praxinoscope, qu'il appelle le Théâtre optique, pour laquelle il dessine et colorie lui-même les premiers dessins animés du cinéma, projetés devant un public payant assemblé dans une salle obscure (premières projections d'images animées sur grand écran, avant celles des frères Lumière), accompagnés par une musique originale spécifiquement composée par Gaston Paulin (première BO). Ces dessins animés, qu'il nomme les pantomimes lumineuses, sont présentés au musée Grévin à partir du 28 octobre 1892. Cette date a été retenue par l’Association internationale du film d’animation (Asifa) pour l'instauration de la Journée mondiale du cinéma d'animation.
- Le Praxinoscope, en 1876, permet de visualiser une animation cyclique à travers un cylindre à facette de miroirs tournant autour d'un axe.
- Le Praxinoscope-jouet, en 1877, est un petit Praxinoscope dont l'animation, destinée aux enfants, ne comporte que huit dessins.
- Le Praxinoscope-théâtre, en 1879, permet à un spectateur de visualiser une animation cyclique à l'intérieur d'un décor fixe.
- Le Praxinoscope à projection, en 1880, permet de projeter sur un écran une animation cyclique à l'intérieur d'un décor fixe, via une lanterne magique.
- Le Stéréocinématographe, en 1902, permet d'effectuer des prises de vues chronophotographiques en relief stéréoscopique.
- Le Stéréo-cinéma, en 1907, permet d'animer des photographies en relief stéréoscopique.

## Rendu du praxinoscope-jouet
La grande qualité du praxinoscope-jouet est la luminosité de son image (par rapport aux dispositifs comme les phénakistiscopes et les zootropes qui ne laissent voir chaque image qu'au travers d'une fente étroite — et d'autant plus étroite qu'on désire une image plus nette). Dans le Praxinoscope, l'observateur voit toujours, à travers la réflexion de la « cage de miroirs », une image parfaitement éclairée.

Séquence animée du Cheval Annie G. au galop, réalisée en 2006 à partir des images de la planche 626 publiée par Eadweard Muybridge dans Animal Locomotion de 1887.

Captation et animation GIF de la planche Cheval Annie G. au galop de Muybridge, avec douze images disposées en continu dans un praxinoscope.

Par contre, la partie gauche et droite des images est l'objet d'un papillotement qui, d'une part diminue notablement sa définition, d'autre part rend difficile la mise au point de l'objectif ainsi que l'éclairement (les deux problèmes dans le cas des praxinoscopes à projection). Reynaud était conscient de ce défaut et, dans ses pantomimes lumineuses, plaçait de préférence ses personnages animés dans la partie centrale de l'image. Au demeurant, dans son brevet de 1877, Reynaud écrit à ce sujet : « L’œil n’aura d’autre impression défavorable que celle d’un faible déplacement angulaire intermittent, autour de l’axe central, de l’image unique [...], déplacement dont l’angle correspondra au nombre de côtés du polygone, et sera d’autant plus faible que le nombre des côtés sera plus grand. »
Sur la captation vidéo ci-contre à droite, on peut observer la vibration continue qui agite le museau et la queue du cheval sur les bords de l'image. Ce défaut systémique est cependant beaucoup moins visible lorsque l'animation est faite de dessins de personnages en pied, lorsque ces personnages figurent au centre de l'image.

À propos de ce défaut systémique des praxinoscopes, voir l'article sur la toupie fantoche du même Émile Reynaud, ce jouet optique bon marché poussant à l’extrême ce défaut.
On a coutume de nos jours de réaliser des animations GIF des images figurant sur les bandes de photographies instantanées d'époque (animation ci-contre à gauche) ; mais ces animations de chronophotographies digitalisées, qui donnent un bon résultat, très proche de celui produit par le vrai cinéma, ne furent projetées en mouvement à l'époque que sur des zoopraxiscopes peints ou avec le phonoscope de Georges Demenÿ.

## Le Théâtre optique (1892)
Le Théâtre optique permet de projeter des images animées. Ce sont les premières projections sur grand écran du cinéma, avant celles des frères Lumière. Ce sont aussi les premiers dessins animés du cinéma. Émile Reynaud les appelle des « pantomimes lumineuses ». Le public assiste au déroulement d'une histoire complète, projetée par Reynaud en personne, sur un écran installé sur la scène du Cabinet fantastique du musée Grévin, plongé dans l'obscurité totale.
Malgré ce qu'affirment bon nombre d'auteurs, le Théâtre optique ne fait pas partie du précinéma, dont chaque spectacle est cyclique et ne dure qu'une seconde, ou deux tout au plus, comme c'est le cas avec toute la série des praxinoscopes de Reynaud. Les premiers « films » du cinéma, tournés en (1891) par William Kennedy Laurie Dickson (le mot anglais film, appliqué au cinéma, l'a été par Thomas Edison), ne dépassent pas en durée 50 secondes et les futures vues photographiques animées de Louis Lumière (1895) seront tout aussi courtes. Les pantomimes lumineuses, elles, durent 1 minute 30 pour les plus courtes, 5 minutes pour les plus longues. Comme l'entraînement du film le permet, la durée est doublée, voire triplée, par la possibilité qu'a le présentateur d'effectuer des ralentis, des accélérés, des marches arrière et des arrêts sur image, en fonction des réactions du public, un mélange de spectacle enregistré et de spectacle vivant.
Le brevet que dépose Reynaud le 1er décembre 1888 différencie bien son Théâtre optique des jouets optiques (Phénakistiscope, Zootrope, Praxinoscope, Stroboscope, Zoopraxiscope) : « L'appareil a pour but d'obtenir l'illusion du mouvement non plus limité à la répétition des mêmes poses à chaque tour de l'instrument, mais ayant, au contraire, une variété et une durée indéfinies et produisant ainsi de véritables scènes animées et un développement illimité ». À l'initiative du musée Grévin, Émile Reynaud rencontre Gaston Paulin à qui il commande la composition des partitions originales de chaque pantomime lumineuse, de véritables et premières bandes originales du cinéma.

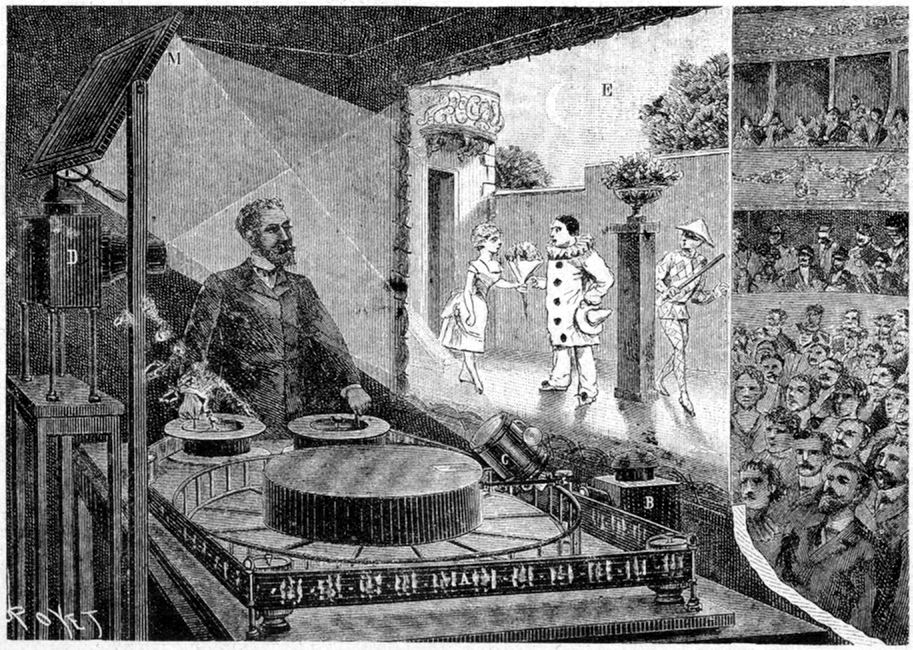
Émile Reynaud projetant Pauvre Pierrot en 1892 dans son Théâtre optique (gravure de Louis Poyet).

Émile Reynaud utilise une bande souple originale de 70 mm de large. Elle est constituée de carrés de gélatine recouverts de gomme laque pour les protéger. Ces carrés sont fixés de part et d'autre dans un cadre ajouré de papier fort (comme les futures diapositives). La bordure de la bande est renforcée par des lamelles métalliques souples protégées par des bandes en tissu ; il faut imaginer les contraintes apportées à chaque œuvre par les quelque 10 000 passages de 1892 à 1900. Émile Reynaud utilise un support vierge de toute émulsion photosensible car il peint ses personnages directement sur le support avec des encres transparentes à l'aniline (technique déjà employée pour les plaques de verre des lanternes magiques). Autour des personnages, le support est recouvert d'encre noire, la lumière ne peut passer qu'à travers les dessins. Reynaud munit ses bandes d'une perforation centrale ronde unique située entre chaque dessin. La fonction de ces perforations n'est pas de permettre l'entraînement du film (comme dans les appareils d'Edison-Dickson et celui des frères Lumière), mais d'entraîner le mécanisme lui-même (le cylindre à miroirs) par le biais de tenons.

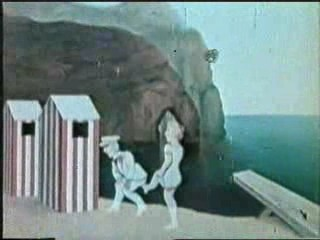
Autour d'une cabine, 1893.

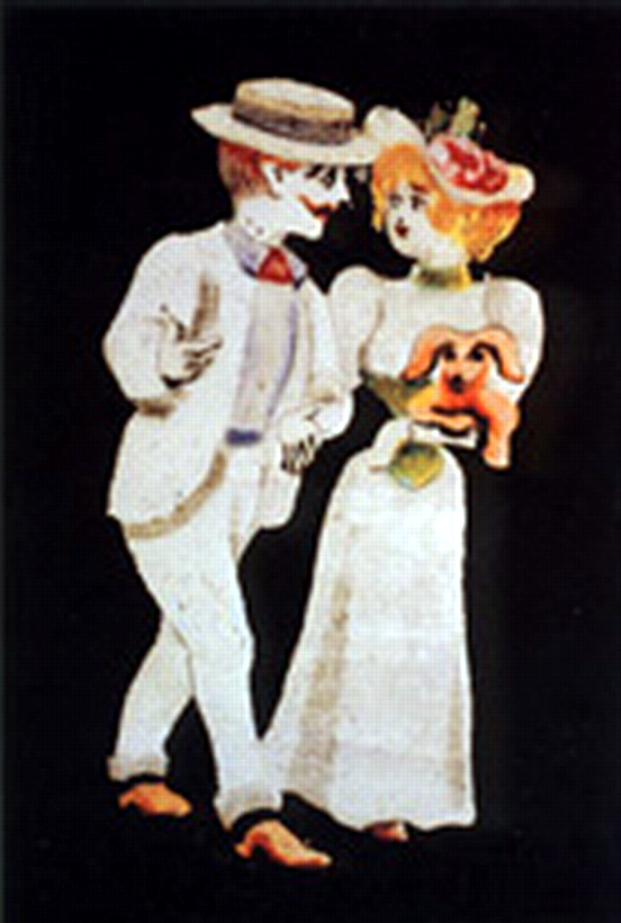
Les personnages dAutour d'une cabine.

La pellicule est contenue dans une bobine à flasque disposée horizontalement, munie d'une manivelle, appelée « dévidoir ». Elle passe, guidée par des galets évidés, dans le faisceau d'une puissante lanterne de projection et atteint un cylindre tournant comportant 36 miroirs, une sorte de prisme à 36 faces. Son fonctionnement est basé sur le procédé des miroirs tournants, qui provoque un phénomène de compensation optique permettant aux vignettes dessinées de paraître immobiles un très court instant alors qu'en fait elles défilent de façon continue. La compensation optique obtenue permet de prolonger l'apparition de l'image virtuelle d'une vignette puis de passer très rapidement de cette image à l'image de la vignette suivante selon le principe : quand un miroir, qui reçoit une image incidente, tourne d'un angle A, le rayon réfléchi tourne d'un angle égal à 2 x A, donc deux fois plus vite, ce qui, dans le Théâtre optique, est l'égal d'un jeu de griffes activé par une came excentrique ou d'une croix de Malte, qui escamotent rapidement chaque photogramme après sa projection. La lumière réfléchie par chaque miroir du cylindre est déviée par un jeu de miroirs qui la dirige sur l'écran en rétroprojection (par l'arrière de l'écran). Le décor, dessiné sur une plaque de verre, est projeté par une seconde lanterne, afin d'éviter un travail superflu et fastidieux de répétition du décor derrière chaque dessin des personnages. Le décor apparaît ainsi légèrement en transparence dans la matière des personnages.
La pellicule est réceptionnée par une seconde bobine à manivelle, ou dévidoir récepteur. L'opérateur mouline en même temps les deux bobines, il n'y a pas d'autres mécaniques. Comme il s'agit d'une rétroprojection (projection par l'arrière), le public ne voit pas la machine qui, en plus, n'émet pas le bruit de cliquet caractéristique du cinématographe et appareils similaires. La poésie de ce dispositif est flagrante. Sur Youtube, on peut voir une animation montrant le Théâtre optique, sur le site du Musée du cinéma de Gérone (Espagne). Mais on peut visiter utilement le site de la Cinémathèque française.
Un seul inconvénient, et de taille, condamne l'invention de Reynaud par son impasse : il n'est pas possible de faire des copies pour exploiter les pantomimes lumineuses dans d'autres salles, la pellicule couleur n'existe pas encore à l'époque. Et refaire à la main les quelques centaines de dessins que représente chaque histoire serait une folie d'un point de vue financier. Pauvre Pierrot comporte 500 vignettes pour 36 mètres de pellicule, Autour d'une cabine en a 636 pour 45 mètres. Le Théâtre optique ne sortira jamais du musée Grévin, d'autant que le contrat léonin qu'a signé Reynaud avec la direction lui interdit formellement toute représentation hors du musée. Pourtant, Reynaud attire un demi million de spectateurs entre octobre 1892 et mars 1900, ce qui est un résultat remarquable pour une seule salle de dimension modeste. Quand la concurrence du cinématographe Lumière se fait pressante, Reynaud tente d'utiliser le film noir et blanc 35 mm dans ce qu'il appelle alors les « photo-peintures animées », mais il ne reste rien alors de ses délicats dessins coloriés, et c'est un échec. Au bout du chemin, Émile Reynaud succombe au désespoir : il vend sa machine aux chiffonniers et lui-même va jeter à la Seine ses précieuses pantomimes lumineuses. Miraculeusement, deux bandes échappent à ce quasi suicide : Autour d'une cabine, et Pauvre Pierrot, ainsi que quelques débris d'autres ouvrages. Ces dernières bandes ont été restaurées et présentées à l'occasion du centenaire du Théâtre optique en 1992.

## Créations

### Bandes de praxinoscope (1876-1879)

Bande animée du Moulin à eau.
- Bande animée de La Rosace magique.
- Bande animée du Trapèze.
- Bande animée du Singe musicien.
- Bande animée du Fumeur.

- Série 1 :
  - L'Aquarium...
  - Le Jongleur
  - L'Équilibriste
  - Le Repas des poulets
  - Les Bulles de savon
  - Le Rôtisseur
  - La Danse sur la corde
  - Les Chiens savants
  - Le Jeu de corde
  - Zim, Boum, Boum
- Série 2 :
  - Les Scieurs de long
  - Le Jeu du volant
  - Le Moulin à eau
  - Le Déjeuner de bébé
  - La Rosace magique
  - Les Papillons
  - Le Trapèze
  - La Nageuse
  - Le Singe musicien
  - La Glissade
- Série 3 :
  - La Charmeuse
  - La Balançoire
  - L'Hercule
  - Les Deux Espiègles
  - Le Fumeur
  - Le Jeu de grâces
  - L'Amazone
  - Le Steeple-chase
  - Les Petits Valseurs
  - Les Clowns

### Les Pantomimes lumineuses (1892-1898)

Affiche de Jules Chéret annonçant la projection des pantomimes lumineuses au musée Grévin (1892).

Les cinq pantomimes lumineuses furent peintes directement sur une bande d'images en gélatine protégées de gomme-laque et manipulées à la main pour créer un spectacle d'environ 15 minutes et 500 images par titre. Les trois photo-peintures animées furent réalisées à partir de 1896 à l'aide du Photo-Scénographe, une caméra inspirée en 1895 du Chronophotographe à bande mobile d'Étienne-Jules Marey.
| Date de sortie          | Date | Film                   | Images | Longueur | Durée       | Acteurs                    | Statut                     |
| ----------------------- | ---- | ---------------------- | ------ | -------- | ----------- | -------------------------- | -------------------------- |
| 28 octobre 1892         | 1888 | Un bon bock            | 700    | 50 m     | 15 min      |                            | quelques images préservées |
| 28 octobre 1892         | 1890 | Clown et ses chiens    | 300    | 22 m     | env. 10 min |                            | perdu                      |
| 28 octobre 1892         | 1891 | Pauvre Pierrot         | 500    | 36 m     | env. 15 min |                            | préservation intégrale     |
| décembre 1894           | 1893 | Autour d'une cabine    | 636    | 45 m     | env. 15 min |                            | préservé                   |
| décembre 1894           | 1893 | Un rêve au coin du feu | 400    | 29 m     | env. 12 min |                            | perdu                      |
| Photo-peintures animées |      |                        |        |          |             |                            |                            |
| 1896                    | 1896 | Guillaume Tell         |        |          |             | Clowns Foottit et Chocolat | quelques images préservées |
| 1897                    | 1896 | Le Premier Cigare      |        |          |             | Félix Galipaux             |                            |
| Pas de sortie           | 1898 | Les Clowns Price       |        |          |             | Clowns Price de Alhambra   |                            |

## Vidéothèque
Les Débuts de l'animation, Lobster Films, 2016, Coffret DVD Les Pionniers de l'animation